# Voice Junior (Sæson 3)
Voice Junior sæson 3 er en musikkonkurrence for børn, hvor der er tre coaches: Wafande, Oh Land og Joey Moe, og værterne var Mikkel Kryger og Amelia Høy.

## Kunstnere
– Vinder
     – Andenplads
     - Tredjeplads
| Coach    | Kunstnere | Kunstnere  | Kunstnere | Kunstnere |
| -------- | --------- | ---------- | --------- | --------- |
| Joey Moe | Isabel    | Natasja    | Meadaris  |           |
| Oh Land  | Kasper    | Ella Marie | Marie     |           |
| Wafande  | Zairah    | Ida Louise | Johanne   |           |

### Statistik
Farvekoder:
| – | Joey Moe som coach |
| – | Wafande som coach  |
| – | Oh Land som coach  |

|         | Isabel     |                                              |                                                 | Vinder                        | Vinder                 |  |  |  |
|         | Ella Marie |                                              |                                                 | Andenplads                    | Andenplads             |  |  |  |
|         | Johanne    |                                              |                                                 | Tredjeplads                   | Tredjeplads            |  |  |  |
|         | Ida Louise |                                              |                                                 | Udstemt (Semifinalen)         | Udstemt (Semifinalen)  |  |  |  |
|         | Kasper     |                                              |                                                 | Udstemt (Semifinalen)         | Udstemt (Semifinalen)  |  |  |  |
|         | Natasja    |                                              |                                                 | Udstemt (Semifinalen)         | Udstemt (Semifinalen)  |  |  |  |
|         | Meadaris   |                                              | Udstemt (Kvartfinalen)                          | Udstemt (Kvartfinalen)        | Udstemt (Kvartfinalen) |  |  |  |
|         | Zairah     |                                              | Udstemt (Kvartfinalen)                          | Udstemt (Kvartfinalen)        | Udstemt (Kvartfinalen) |  |  |  |
|         | Marie      |                                              | Udstemt (Kvartfinalen)                          | Udstemt (Kvartfinalen)        | Udstemt (Kvartfinalen) |  |  |  |
|         |            |                                              |                                                 |                               |                        |  |  |  |
| Udstemt | Udstemt    | Zairah Marie Meadaris Udstemt i Kvartfinalen | Ida Louise Kasper Natasja Udstemt i Semifinalen | Ella Marie Johanne Andenplads | Isabel Vinder          |  |  |  |

### Kvartfinalen (10. oktober)
| Rækkefølge | Coach    | Kunstnere  | Sang                          | Resultat     |
| ---------- | -------- | ---------- | ----------------------------- | ------------ |
| 1          | Wafande  | Zairah     | "Lush Life"                   | Stemt ud     |
| 2          | Oh Land  | Marie      | "Sensommervisen"              | Stemt ud     |
| 3          | Wafande  | Ida Louise | "This Is a Man's World"       | Stemt videre |
| 4          | Joey Moe | Isabel     | "Lean On"                     | Stemt videre |
| 5          | Joey Moe | Natasja    | "Photograph"                  | Stemt videre |
| 6          | Oh Land  | Ella Marie | "It's Ohh So Quiet"           | Stemt videre |
| 7          | Joey Moe | Meadaris   | "I Wanna Dance with Somebody" | Stemt ud     |
| 8          | Wafande  | Johanne    | "Jealous"                     | Stemt videre |
| 9          | Oh Land  | Kasper     | "Teenage Dream"               | Stemt videre |

### Semifinalen (17. oktober)
| Rækkefølge | Coach    | Kunstnere  | Sang                             | Resultat     |
| ---------- | -------- | ---------- | -------------------------------- | ------------ |
| 1          | Oh Land  | Kasper     | "Suit and Tie"                   | Stemt ud     |
| 2          | Wafande  | Ida Louise | "Før eller siden"                | Stemt ud     |
| 3          | Joey Moe | Isabel     | "En linedanser"                  | Stemt videre |
| 4          | Wafande  | Johanne    | "Ain’t Nobody (Loves Me Better)" | Stemt videre |
| 5          | Joey Moe | Natasja    | "Før vi falder"                  | Stemt ud     |
| 6          | Oh Land  | Ella Marie | "Buster"                         | Stemt videre |

### Finalen (31. oktober)
| Rækkefølge | Coach    | Kunstnere  | Sang                           | Rækkefølge | Sang duet med coach                    | Resultat    |
| ---------- | -------- | ---------- | ------------------------------ | ---------- | -------------------------------------- | ----------- |
| 1          | Joey Moe | Isabel     | "California Dreamin"           | 4          | "Hvis det ik' skal være os" (Joey Moe) | Vinder      |
| 2          | Wafande  | Johanne    | "Because of You"               | 5          | "Don't Wanna Be Alone" (Wafande)       | Tredjeplads |
| 3          | Oh Land  | Ella Marie | "Hvem vil ikke gerne være kat" | 6          | "Walk Like an Egyptian" (Oh Land)      | Andenplads  |

 Der er for få eller ingen kildehenvisninger i denne artikel, hvilket er et problem. Du kan hjælpe ved at angive troværdige kilder til de påstande, som fremføres i artiklen.